# 平成10年台風第10号
平成10年台風第10号（へいせい10ねんたいふうだい10ごう、国際名：ゼブ/Zeb）は、1998年（平成10年）10月にフィリピンに上陸後、九州南部に上陸した台風である。後に激甚災害に指定された。
この年の台風の日本上陸は、5号・7号・8号に次いで4個目であり、台風発生数が16個と非常に少ない割に、日本への上陸数が多かった。

## 概要

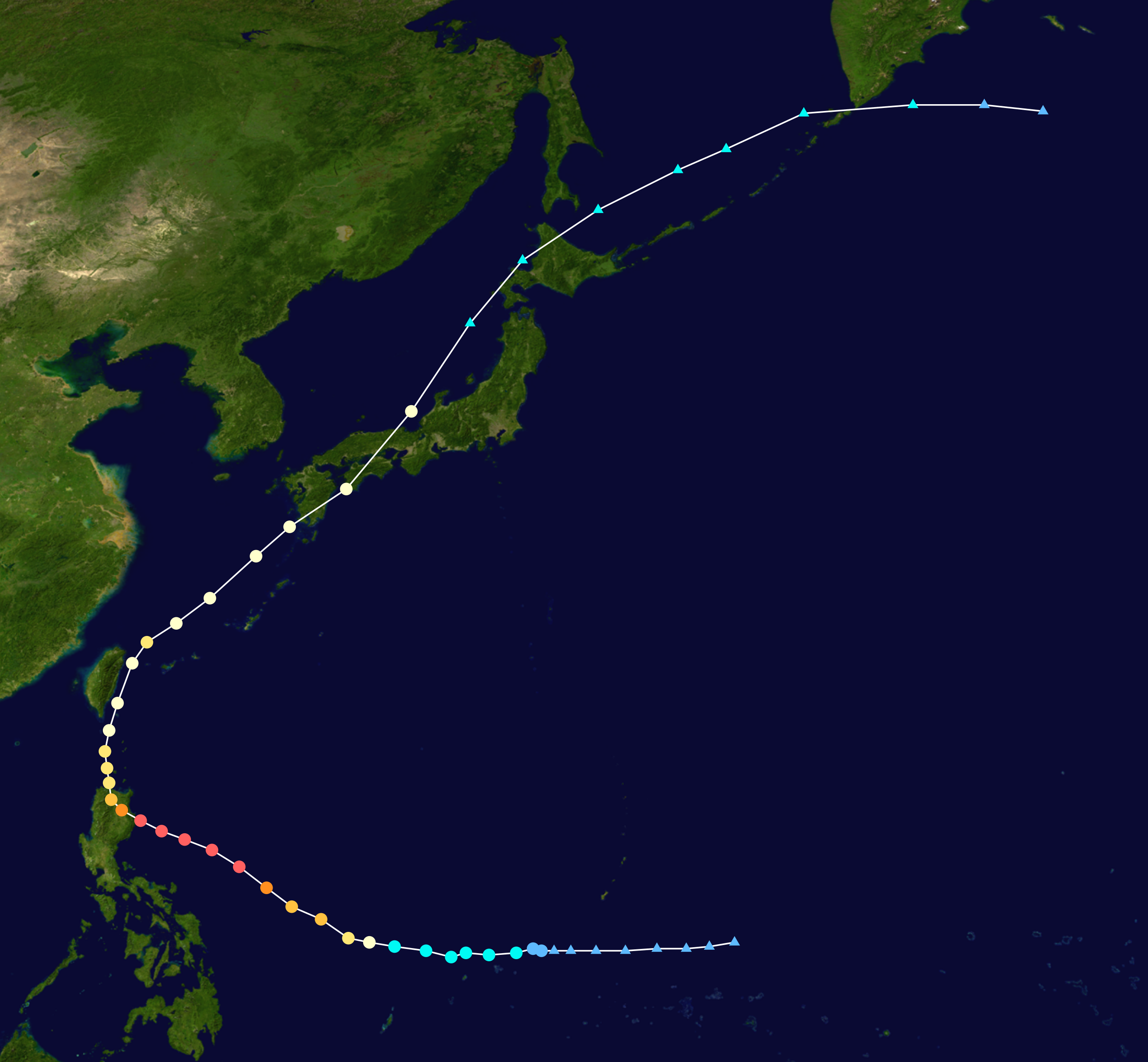
進路図

1998年10月11日、マリアナ諸島の西海上で台風10号が発生。同日9時頃にカテゴリー5に達し、同日21時頃に、フィリピン大気地球物理天文局（PAGASA）による解析でスーパー・タイフーンとなった。なお、PAGASAは合同台風警報センター（JTWC）よりもスーパー・タイフーンへの昇格基準が厳しいため、JTWCの解析でスーパー・タイフーンである台風は、PAGASAの解析ではタイフーン止まりであることが多い。故にこの台風は、数少ないPAGASA解析でのスーパー・タイフーンの1つである。台風は発達を続けながら進み、14日から15日にかけて台湾の東の海上を北上。その後南西諸島の北の海上を北東に進み、17日16時半頃に鹿児島県枕崎市付近に上陸した。台風は九州南部から日向灘へ進み、17日21時頃に高知県宿毛市付近に再上陸し、四国を経て18日0時頃に岡山県玉野市付近に再上陸。その後は中国地方を経て日本海を北東に進み、18日9時に青森県津軽半島沖で温帯低気圧に変わった。
この期間、日本付近に停滞した前線の活動が活発化して、中部地方から九州地方にかけての広い範囲で大雨となり、長野県や四国地方の一部では期間降水量が400mmを超えた。また和歌山県和歌山市で最大風速29.3m/s（最大瞬間風速53.8m/s）を観測するなど、西日本や南西諸島を中心に最大風速が20m/s以上となったところがあった。17日には、沖縄県喜屋武岬で7.82mの有義波高を観測している。兵庫県や香川県では、高潮による浸水被害も発生した。
この台風は、台風10号としては1951年からの統計史上最も遅い日時に発生したため、台風10号という発生の順番が早い台風でありながらも日本への上陸日時が遅かった。しかも、台風10号の10月以降における発生はこの年のみであり、前例がなかった。ちなみに、1977年以降で8番目に暴風域が大きかった台風でもあり、その直径は800 kmに達した。
| 順位 | 名称                              | 国際名   | 上陸日時                | 上陸地点                         |
| ---- | --------------------------------- | -------- | ----------------------- | -------------------------------- |
| 1    | 平成2年台風第28号                 | Page     | 1990年11月30日 14時     | 和歌山県白浜町南                 |
| 2    | 昭和42年台風第34号                | Dinah    | 1967年10月28日 3時30分  | 愛知県南部                       |
| 3    | 平成29年台風第21号                | Lan      | 2017年10月23日 3時      | 静岡県掛川市付近                 |
| 4    | 平成16年台風第23号                | Tokage   | 2004年10月20日 13時     | 高知県土佐清水市付近             |
| 5    | 昭和30年台風第26号                | Opal     | 1955年10月20日 12時     | 和歌山県田辺市付近               |
| 6    | 昭和54年台風第20号                | Tip      | 1979年10月19日 9時30分  | 和歌山県白浜町付近               |
| 7    | 平成10年台風第10号                | Zeb      | 1998年10月17日 16時30分 | 鹿児島県枕崎市付近               |
| 8    | 昭和62年台風第19号                | Kelly    | 1987年10月17日 0時      | 高知県室戸市付近                 |
| 9    | ルース台風 （昭和26年台風第15号） | Ruth     | 1951年10月14日 19時     | 鹿児島県いちき串木野市（現）付近 |
| 10   | 平成26年台風第19号                | Vongfong | 2014年10月13日 8時30分  | 鹿児島県枕崎市付近               |

## 記録
- 10月17日 室戸岬で最大風速41.5m/s、最大瞬間風速59.6m/sを記録した。
- 10月17日 徳島市で最大風速22.3m/s、最大瞬間風速45.6m/sを記録した。
- 10月18日 金沢市で最大風速23.4m/s、最大瞬間風速43.1m/sを記録した。
- 10月18日 和歌山市で最大風速29.3m/s、最大瞬間風速53.8m/sを記録した。
- 10月18日 大阪市で最大風速21.1m/s、最大瞬間風速35.8m/sを記録した。
- 10月17日 日降水量は、徳島県上勝町で352mm、愛媛県西条市で351mm、大分県野津町で328mm、大分県臼杵市で307mm、高知県本川村と大分県佐賀関町で305mm、大分県宇目町で300mmを記録した。

## 被害状況
台風の北上に伴い、本州付近に停滞した前線の活動が活発となり、台風による被害は全国に及んだ。日本での被害は以下の通り。
- 死者14名、行方不明者1名、負傷者68名
- 住家全壊33棟、半壊34棟、一部損壊1,314棟
- 床上浸水3,673棟、床下浸水10,911棟
- 道路損壊3,185箇所、橋梁流出92箇所、山がけ崩れ884箇所、堤防決壊413箇所